# Дубина (селище, Хмільницький район)
Дубина — селище в Україні, у Глуховецькій громаді Хмільницького району Вінницької області. Населення становить 180 осіб.

## Населення

### Мова
Розподіл населення за рідною мовою за даними перепису 2001 року:
| Мова            | Кількість | Відсоток |
| --------------- | --------- | -------- |
| українська      | 173       | 96.11%   |
| російська       | 5         | 2.78%    |
| румунська       | 1         | 0.56%    |
| інші/не вказали | 1         | 0.55%    |
| Усього          | 180       | 100%     |